# Asperoteuthis acanthoderma
Asperoteuthis acanthoderma е вид главоного от семейство Chiroteuthidae.

## Разпространение
Видът е разпространен в Индонезия (Сулавеси), САЩ (Хавайски острови) и Япония (Рюкю).